# Боксиці
Боксиці (пол. Boksyce) — село в Польщі, у гміні Васнюв Островецького повіту Свентокшиського воєводства.
Населення — 279 осіб (2011).
У 1975-1998 роках село належало до Келецького воєводства.

## Демографія
Демографічна структура на день 31 березня 2011 року:
|          | Загалом | Допрацездатний вік | Працездатний вік | Постпрацездатний вік |
| -------- | ------- | ------------------ | ---------------- | -------------------- |
| Чоловіки | 143     | 37                 | 92               | 14                   |
| Жінки    | 136     | 28                 | 69               | 39                   |
| Разом    | 279     | 65                 | 161              | 53                   |